# Roger Foulon
Roger Foulon (Thuin, 5 agosto 1923 – Thuin, 23 febbraio 2008) è stato uno scrittore belga.
Autore di più di 120 titoli di vario genere. Dal 1999 è stato un membro dell'Association des Écrivains belges de Langue française.

## Opera
- L'espérance abolie,  1976.
- Un été dans la fagne,  1980.
- Vipères , 1981.
- Barrages, 1982.
- Déluge(Diluvio), 1984.
- Naissance du monde, 1986.
- Les tridents de la colère,  1991.
- L'homme à la tête étoilée,  1995.

## Premi
- Prix Georges Garnir, 1980